# Trimenia malagrida
Trimenia malagrida is een vlinder uit de familie van de Lycaenidae. De wetenschappelijke naam van de soort is voor het eerst gepubliceerd in 1857 door Hans Daniel Johan Wallengren.
De soort komt voor in Zuid-Afrika (West-Kaap).
1. ↑  (en) Trimenia malagrida op de IUCN Red List of Threatened Species.